# 横浜はじめ病院
横浜はじめ病院（よこはまはじめびょういん）は、特定医療法人財団慈啓会が神奈川県横浜市神奈川区大口通に設置した病院。2017年12月以前の旧称は大口病院（おおぐちびょういん）であった。

## 歴史
- 1954年（昭和29年）10月 - 大口病院開設[1]。
- 1988年（昭和63年）12月 - 旧大口病院の跡地に大口リハビリテーション病院開設[1]。
- 1993年（平成5年）8月 - 大口リハビリテーション病院から大口病院に改称[1]。
- 2016年（平成28年）9月 - 患者が相次いで中毒死。同年12月、一般病床の入院受け入れを一時停止[2]。
- 2017年（平成29年）12月  - 大口病院から横浜はじめ病院に改称[1][2]。
- 2018年（平成30年）2月 - 入院受け入れを再開[2]。
- 2018年（平成30年）7月7日 - 患者の体内に消毒液を混入し殺害したとして、男性患者1人の殺人容疑で元看護師の女性を逮捕。他の患者20人以上を殺害したことを認めた[3]（大口病院連続点滴中毒死事件）。
- 2019年（令和元年）8月以降、休診[2]。
- 2021年（令和3年）12月1日 - 「コロナ専門病院（最大60床）」として再開[4][5]。
- 2023年（令和5年）3月31日 - コロナ専門病院の事業を終了。受け入れた重症化リスクの高い患者は1,625人にのぼった[6]。

## 診療科
（この節の出典）
- 内科

## 医療機関の指定・認定
（下表の出典）
| 保険医療機関                                             |
| 労災保険指定医療機関                                     |
| 指定自立支援医療機関（更生医療）                         |
| 身体障害者福祉法指定医の配置されている医療機関           |
| 生活保護法指定医療機関                                   |
| 難病の患者に対する医療等に関する法律に基づく指定医療機関 |
| 結核指定医療機関                                         |
| 原子爆弾被害者一般疾病医療機関                           |

## 交通アクセス
- JR横浜線「大口駅」西口より徒歩3分